# Mark Otten
Mark Otten (Nijmegen, 1985. szeptember 2. –) holland labdarúgó.

## Pályafutása
Profi karrierje 2003-ban kezdődött N.E.C. csapatánál. 2004-től, 2007-ig a Feyenoord játékosa volt, de bajnokin nem szerepelt. Ez idő alatt kétszer is kölcsönben szerepelt. 2007-ben visszatért a nevelőegyesületéhez. Legsikeresebb szezonja a 2006–07-es volt, ekkor huszonhétszer szerepelt a bajnokságban.
2011 nyarán a Ferencvároshoz szerződött. Két nap próbajáték után, 2+1 évre igazolt Magyarországra. Pályafutása során először szerepel külföldön. Mezszáma a 3-as lett. Új csapatában 2011. június 30-án mutatkozott be tétmérkőzésen. Az Európa-liga selejtezőjében az örmény Ulisz elleni párharc első mérkőzésén góllal vette ki a részét a 3–0-s ferencvárosi győzelemből.
A bajnokságban július 17-én debütált, a Kaposvári Rákóczi ellen. A 83. percben gólt szerzett, ezzel ő állította be a 2–2-s végeredményt.

## Statisztikái
Az alábbi táblázatban csak a bajnoki mérkőzések szerepelnek.
| Szezon  | Csapat      | Meccs | Gól | Bajnokság      |
| ------- | ----------- | ----- | --- | -------------- |
| 2003–04 | N.E.C.      | 3     | 0   | Eredivisie     |
| 2004–05 | Excelsior   | 29    | 0   | Eerste divisie |
| 2005–06 | Excelsior   | 37    | 1   | Eerste divisie |
| 2006–07 | N.E.C.      | 27    | 0   | Eredivisie     |
| 2007–08 | N.E.C.      | 0     | 0   | Eredivisie     |
| 2008–09 | N.E.C.      | 6     | 1   | Eredivisie     |
| 2009–10 | N.E.C.      | 1     | 0   | Eredivisie     |
| 2010–11 | N.E.C.      | 21    | 0   | Eredivisie     |
| 2011–12 | Ferencváros | 22    | 1   | NB I           |
| 2012–13 | Ferencváros | 11    | 0   | NB I           |
| 2013–14 | Ferencváros | 2     | 0   | NB I           |

## Sikerei, díjai
Ferencvárosi TC
- Magyar ligakupagyőztes: 2013